# 魯氏條鰍
魯氏條鰍（學名：Nemacheilus rueppelli）為輻鰭魚綱鯉形目條鰍科條鰍屬的其中一種。分布於亞洲印度馬哈拉施特拉邦和卡納塔克邦淡水流域，體長可達7.4公分，棲息在水質清澈、水流平緩的河川底層水域，生活習性不明，可做為觀賞魚，可數尾一起飼養，水族館內可放置在沼澤木、植物、岩石洞穴和鵝卵石之間的許多藏身之處，並提供流動及充氧水。

## 扩展阅读
維基物種上的相關：魯氏條鰍